# St.-Anna-Gymnasium München
Das St.-Anna-Gymnasium ist ein Gymnasium in München mit sowohl naturwissenschaftlicher als auch sprachlicher Ausbildungsrichtung. Das Schulgebäude ist als Baudenkmal in die Bayerische Denkmalliste eingetragen.

## Lage
Das St.-Anna-Gymnasium liegt im Münchner Stadtteil Lehel zwischen der Liebigstraße im Norden und dem St.-Anna-Platz im Süden. Nach Westen reicht das Grundstück bis zur St.-Anna-Straße, nach Osten schließen die Kommunwände benachbarter Wohnbauten an das Schulgebäude an. Zur Ecke Liebigstraße / St.-Anna-Straße hin umschließt das Schulgelände die St.-Anna-Grundschule.

## Geschichte

### Schulgeschichte
Das Gymnasium wurde am 18. September 1912 als „Höhere Mädchenschule“ gegründet und erlangte im Schuljahr 1923/24 den Status eines Lyzeums. Nachdem die Schülerinnenzahl Mitte der 1980er Jahre deutlich zurückgegangen waren, wurde zum Schuljahr 1988/89 die Koedukation eingeführt und damit erstmals auch Buben als Schüler zugelassen.
1963 wurde deutschlandweit erstmals Chinesisch als Wahlfach angeboten.
Seit dem Jahr 2002 beteiligte sich das St.-Anna-Gymnasium an dem von der Stiftung Bildungspakt Bayern geförderten Pilotprojekt »MODUS21« zur Förderung von mehr Selbstständigkeit und unternehmerischem Denken an Schulen, das in Kooperation mit dem Bayerischen Staatsministerium für Unterricht und Kultus durchgeführt wurde.
Im Schuljahr 2023/24 wurde die Schule von etwa 650 Schülerinnen und Schülern besucht.

### Baugeschichte

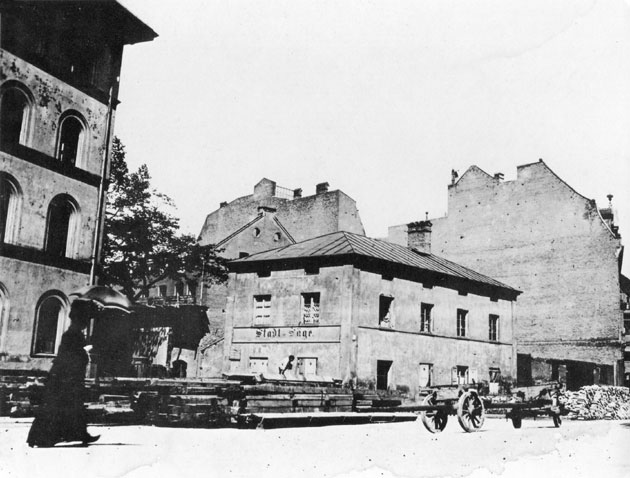
Stadtsäge auf dem jetzigen Gelände des St.-Anna-Gymnasiums, Fotografie von 1898

Das Schulgebäude wurde 1911/12 nach Plänen von Robert Rehlen auf dem Gelände der ehemaligen Stadtsäge als dreiflügelige, nach Westen offene Anlage im historisierenden Stil errichtet. 1929–1930 wurde am Westende des Nordflügels an der Liebigstraße ein Erweiterungsbau nach Plänen von Hermann Leitenstorfer in einem eher sachlichen Stil errichtet.
Von 2006 bis 2010 wurde das Gebäude parallel zum normalen Schulbetrieb einer Generalsanierung unterzogen. Dabei wurde zur Erweiterung des nutzbaren Raumes das Dachgeschoss ausgebaut und zusätzlich ein Erweiterungsbau mit sechs Klassenzimmern und Nebenräumen errichtet, der in aufgeständerter Bauweise den Nord- und Südflügel des Altbaus auf der Westseite verbindet. Während der Generalsanierung wurde im Keller der Schule ein eigenes Wasserkraftwerk errichtet.

## Gebäude

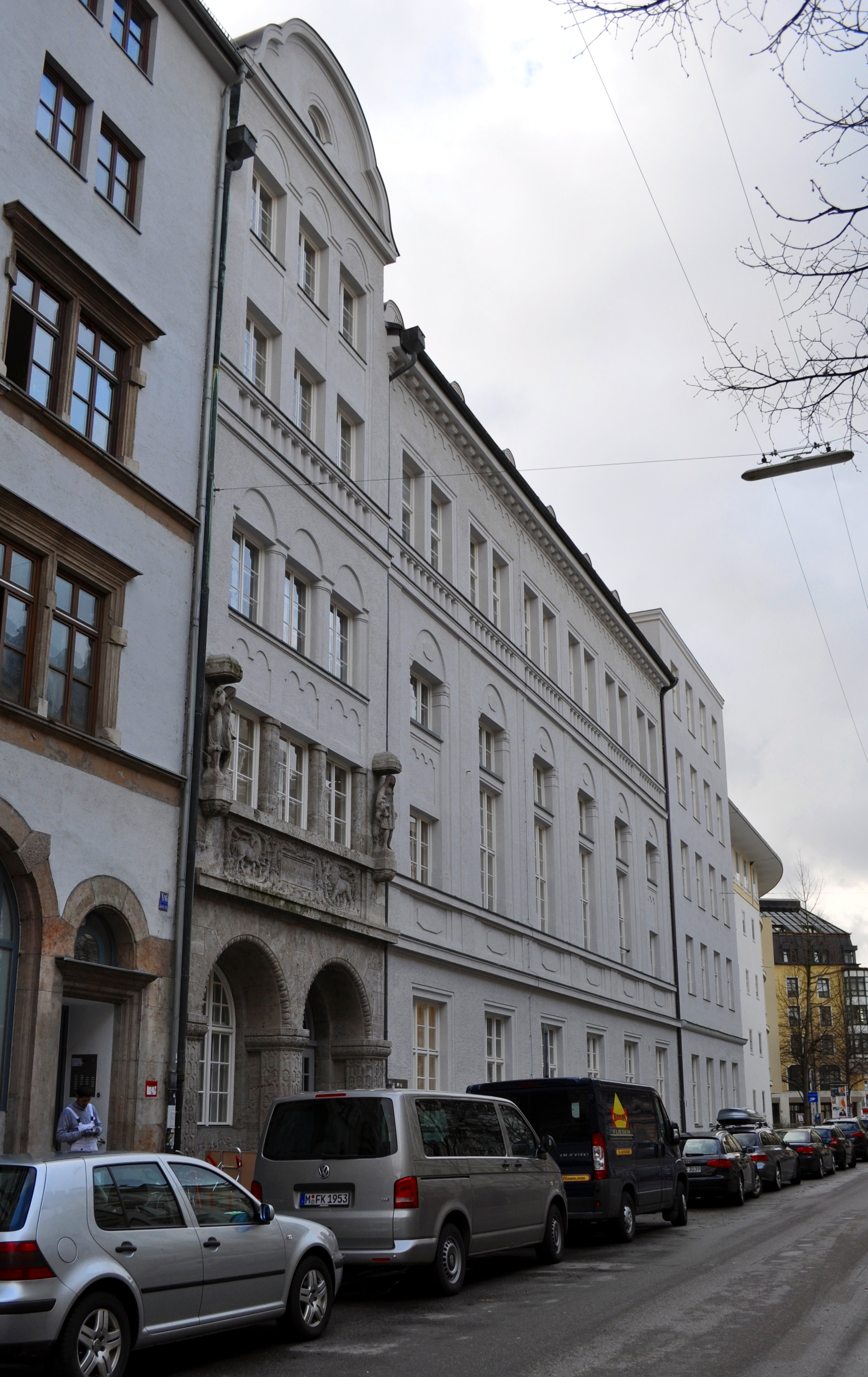
St.-Anna-Gymnasium, Nordfassade an der Liebigstraße

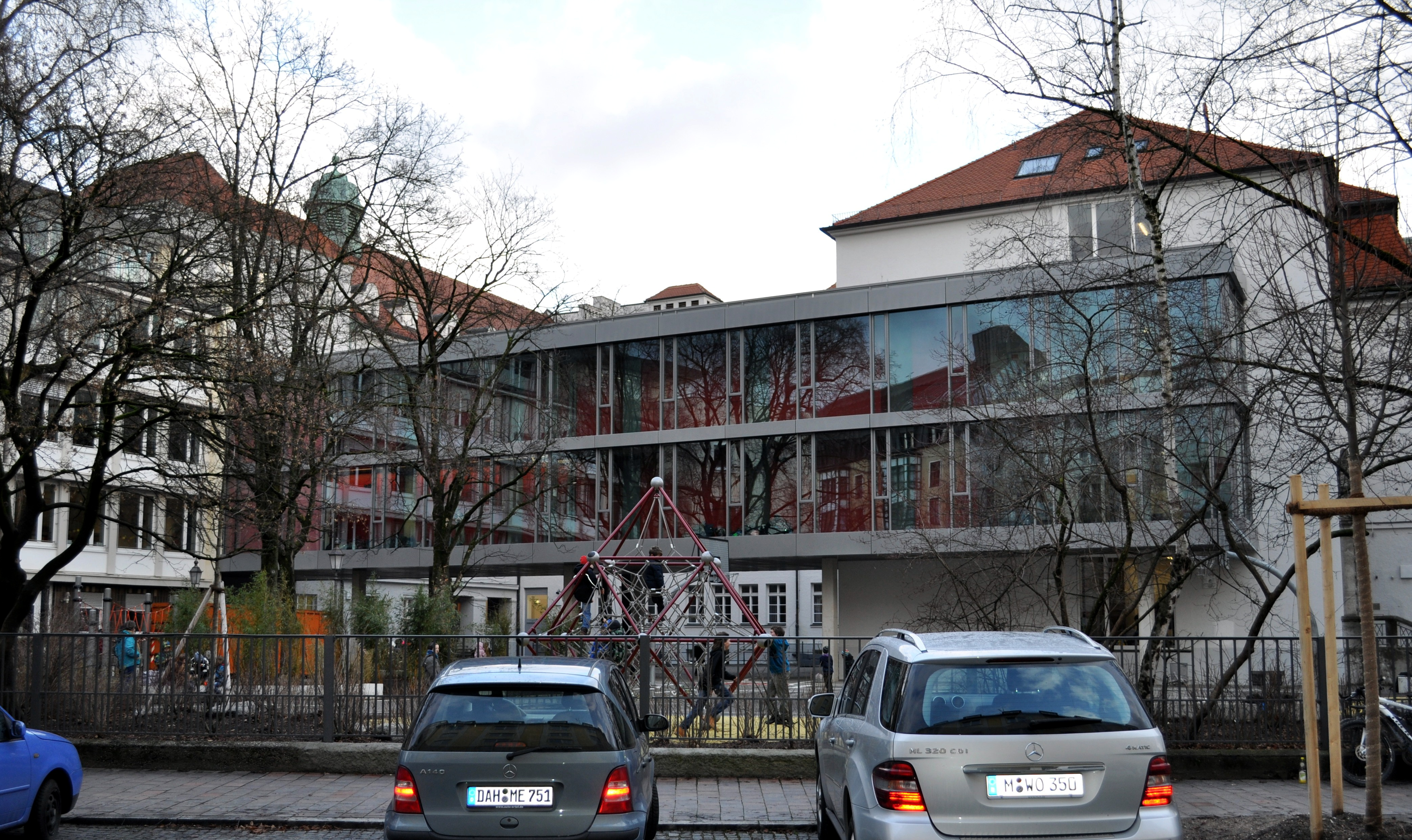
St.-Anna-Gymnasium, geständerter Erweiterungsbau im Westen

Das Schulgebäude besteht aus dem dreiflügligen Altbau und dem ihm im Westen vorgelagerten geständerten Neubau.
Die Nordfassade an der Liebigstraße hat links eine dreiachsige fünfgeschossige Giebelfront, die die Stirnseite des Ostflügels andeutet. Zwei Arkadenbögen im Erdgeschoss, rechts mit der Eingangstüre, links mit einem großen Fenster, sind mit Naturstein verkleidet. Über den Bögen ist ein Relieffries mit Einhorn, Löwe und dem Baujahr 1912. Die drei Fenster des ersten Obergeschosses sind durch Steinsäulen voneinander getrennt, rechts und links daneben stehen allegorische Figuren. Die Giebelfront ist durch einen Schweifgiebel abgeschlossen.
Westlich (nach rechts) schließt sich die sechsachsige viergeschossige Fassade des Nordtrakts an, der ein Satteldach trägt. Im ersten Obergeschoss liegt hier die Aula des Gymnasiums, die vier mittleren Fenster erstrecken sich daher über zwei Geschosse. Die Fassade ist durch zwei breite horizontale Bänder gegliedert: das erste schließt oberhalb des Erdgeschosses an die Giebelfront an, das zweite zieht sich oberhalb der zweiten Obergeschosses quer über Giebelfront und Nordtrakt. Das untere Band ist mit flachen achteckigen Feldern versehen, das obere nach Art eine Brüstung mit kleinen Säulen. Auf dem Dachfirst sitzt ein Dachreiter mit kupfernem Turmhelm. Wiederum nach Westen schließt sich der vierachsige fünfgeschossige Erweiterungsbau von 1929 mit Mansarddach an. Hier befindet sich im Erdgeschoss die Turnhalle des Gymnasiums.
Die Südfassade am St.-Anna-Platz hat auf der rechten Seite ebenfalls als Abschluss des Ostflügens eine fünfgeschossige Giebelfront mit Schweifgiebel, die trapezförmig vorspringt. Daran schließt sich nach Westen (nach links) die zehnachsige dreigeschossige Fassade des Südtrakts an, der ein Mansard-Walmdach trägt. Weiter westlich folgt ein viergeschossiger Eingangsbau. Zu dem Eingang mit Natursteinumrahmung führt eine Treppe hinauf. Die Fassaden zum Hof sind ähnlich gestaltet wie die Außenfassaden. Ein durchgehendes Gestaltungsmotiv sind verschieden gestaltete Blendbögen (halbkreisförmig oder doppelbögig) über den Fenstern des ersten und zweiten Obergeschosses.
Von der Westseite des Südflügels aus führt ein voll verglaster zweigeschossiger Neubau zu dem Erweiterungsbau von 1929.

## Wasserkraftwerk
Das Wasserkraftwerk im Untergeschoss des Schulgebäudes bezieht seine Energie von einem Wasserrad, das von dem unterirdisch unter dem Ostflügel verlaufenden Stadtsägmühlbach angetrieben wird. Dabei wurde bewusst ein historisches unterschlächtiges Wasserrad eingesetzt, wie es bei den durch die Münchner Stadtbäche betriebenen Mühlwerken ursprünglich verwendet wurde.
Das Kraftwerk hat eine elektrische Leistung von 20 kW und liefert im Jahr 170 MWh elektrischer Energie. Mit der Verlustwärme des Generators wird die Schulbibliothek geheizt.

## Schulleitung
- Ludwig Marc (1912–1920)
- Karl Friedrich Schmidt (1920–1926)
- Michael Weidinger (1926–1949)
- Walter Schätz (1949–1958)
- Karl Rother (1958–1962)
- Walter Lobensommer (1962–1983)
- Dietlinde Stücklen (1983–1999)
- Ingrid Neuner (1999–2011)
- Angelika Laumer (2011–2021)
- Susanne Sütsch (ab 2021)

## Bekannte Schüler und Schülerinnen
- Grete Weil (1916–1922)[7]
- Krisha Kops (* 1986), Philosoph und Schriftsteller